# Conjugué
Pour les articles homonymes, voir Conjugaison (homonymie).

Représentation géométrique (diagramme d'Argand) de z et de son conjugué z̅ dans le plan complexe. Le conjugué est obtenu par symétrie par l'axe des réels.

En mathématiques, le conjugué d'un nombre complexe z est le nombre complexe formé de la même partie réelle que z mais de partie imaginaire opposée.

## Définition
Le conjugué {\displaystyle a-b{\rm {i}}} d'un nombre complexe {\displaystyle z=a+b{\rm {i}}}, où a et b sont nombres réels, est noté, {\displaystyle {\bar {z}}} ou {\displaystyle z^{*}}. Dans le plan, le point d'affixe {\displaystyle {\bar {z}}} est le symétrique du point d'affixe {\displaystyle z\,} par rapport à l'axe des abscisses. Le module du conjugué reste inchangé.
On peut définir une application, appelée conjugaison, par
{\displaystyle {\begin{array}{ccc}\mathbb {C} &\longrightarrow &\mathbb {C} \\z&\longmapsto &{\overline {z}}\end{array}}}
Cette application est ℝ-linéaire et continue. C'est de plus un automorphisme du corps ℂ.

## Propriétés
On prend {\displaystyle (z,w)\in \mathbb {C} ^{2}}.
- {\displaystyle {\overline {z+w}}={\bar {z}}+{\bar {w}}}
- {\textstyle {\overline {zw}}={\bar {z}}\times {\bar {w}}}
- {\displaystyle {\overline {\left({\frac {z}{w}}\right)}}={\frac {\bar {z}}{\bar {w}}}} si w est non nul
- {\displaystyle \operatorname {Im} \left(z\right)=0} si et seulement si {\displaystyle {\bar {z}}=z}
- {\displaystyle \left|{\bar {z}}\right|=\left|z\right|}
- {\displaystyle z{\overline {z}}=\left|z\right|^{2}}
- {\displaystyle z^{-1}={{\overline {z}} \over {\left|z\right|^{2}}}} pour z non nul.

## Quaternions
Le conjugué du quaternion {\displaystyle q=a+bi+cj+dk} est {\displaystyle q^{*}=a-bi-cj-dk}.

### Propriété
- {\displaystyle q\cdot q^{*}=a^{2}+b^{2}+c^{2}+d^{2}\,}
- {\displaystyle {\frac {1}{q}}={\frac {1}{a^{2}+b^{2}+c^{2}+d^{2}}}\cdot q^{*}\,}
- On peut calculer aisément l'inverse d'un quaternion en utilisant les propriétés du quaternion conjugué.

## Algèbre linéaire
L'opération de conjugaison peut s'étendre aux espaces vectoriels complexes et à leurs éléments. Elle permet de former des espaces vectoriels conjugués.